# سوسک مارجیناتا
سوسک مارجیناتا (نام علمی: Pachnoda marginata) نام یک گونه از زیرخانواده گل‌خراش‌ها است.

## نگارخانه

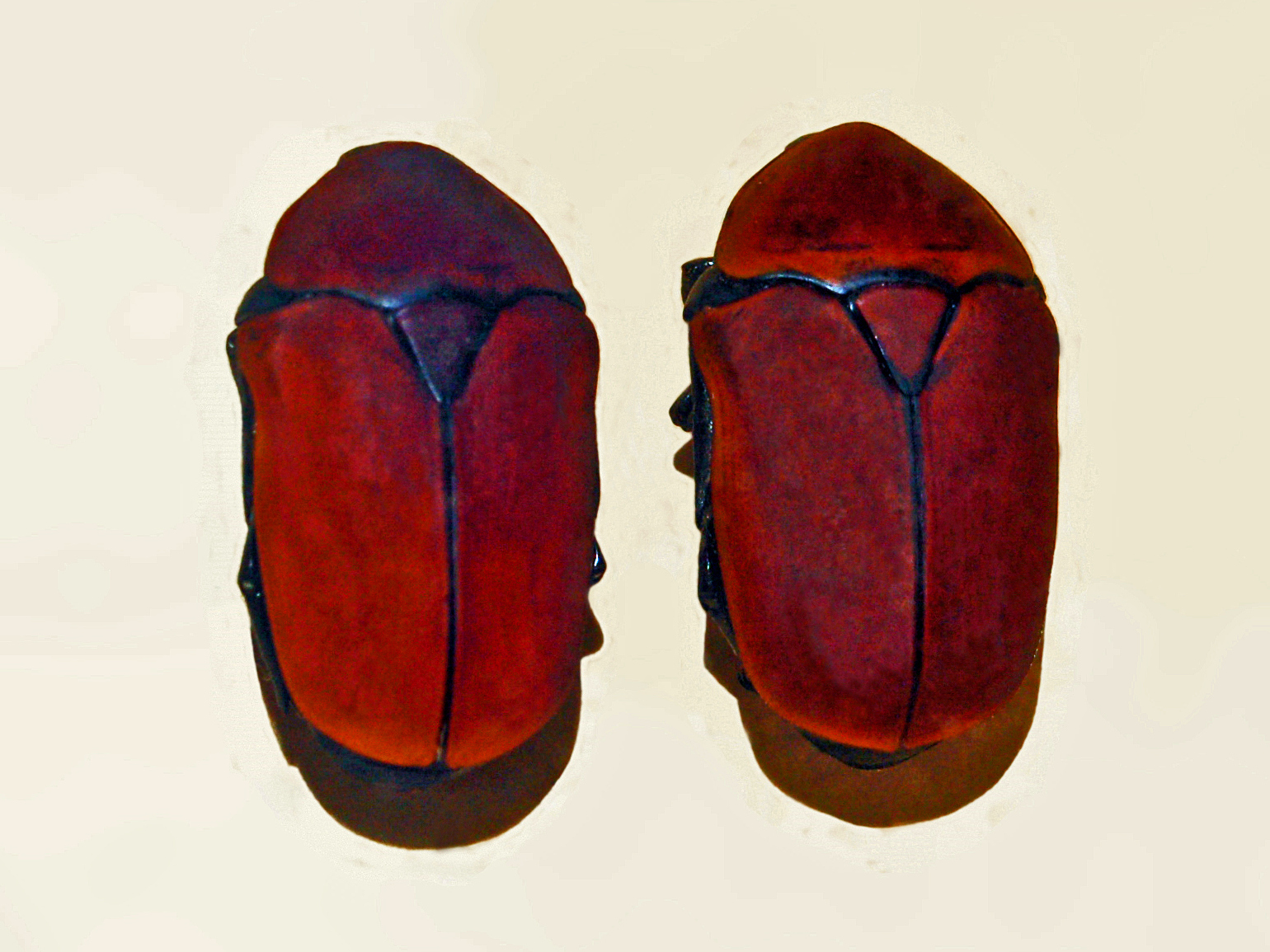